# Hermion (biskup koptyjski)
Hermion (ur. 13 listopada 1972) – duchowny Koptyjskiego Kościoła Ortodoksyjnego, od 2015 biskup sufraganii Ajn Szams i Al-Matarijji.

## Życiorys
3 sierpnia 2002 złożył śluby zakonne w monasterze Rzymian. Święcenia kapłańskie przyjął 7 marca 2009. Sakrę biskupią otrzymał 24 maja 2015.